# 旌善李氏
旌善李氏（韩语：／ Jeongseon Yi-ssi）是朝鮮半島的一個氏族，本貫在江原道旌善郡。2000年人口調査時，發現有3657人。
根據《旌善李氏族譜》的說法，旌善李氏的祖先是李陽焜是越南李朝皇帝李仁宗的兒子，也是李神宗的弟弟。后迁居宋朝。宋徽宗在位期間，北宋受到金國的侵略，李陽焜遂於1127年帶其家族流亡高麗，定居慶州。李陽焜的二世孫李君郁曾擔任高麗仁宗的禮儀判書。李陽焜的六世孫李義旼是後來成為高麗武臣政權的首領。

## 質疑
現代學者對比了中國及越南的史料，對旌善李氏的來源提出質疑：
- 根据《大越史记全书》记载，李仁宗无子，李神宗亦非其子而是其侄，故李陽焜与李仁宗的父子关系和李神宗的兄弟关系均与史实相悖。鉴于《宋史》记载李神宗是李仁宗之子，故不排除有李氏后人依据《宋史》编造故事的可能性（古时的朝鲜人容易入手中国史书，却几无获得越南史书的可能）。
- 按其族谱所言，李义旼为李阳焜六世孙，而李义旼在1170年武臣政变时已是正七品别将，年龄最保守估计也有20岁，还有两个哥哥。即便是1066年出生的李仁宗要在70多年时间里繁衍出六代人也是难以想象之事，何况还是其第三子。若李阳焜果然为李神宗之弟，则在二三十年时间内繁衍六代人，绝无可能。
- 按其族谱所言，李阳焜在高丽仁宗时有孙子担任“礼仪判书”，此官职只在恭愍王时期出现过。